# 有理数
有理数（ゆうりすう、英: rational number）とは、整数の比（英: ratio）として表すことができる実数のことである。分母・分子ともに整数の分数（分母≠0）として表すことができる実数との説明もされる。整数は、分母が 1 の分数と考えることにより、有理数の特別な場合となる。有理数全体の集合を示す記号は Qが使用される。

## 概要
有理数は（十進法などの）位取り記数法で小数表示すると有限小数または循環小数のいずれかとなる（どちらになるかは基数に依存する。ある基数で有限小数となる有理数が別の基数では循環小数となること、あるいはその逆になることはある）。また、有理数は必ず有限正則連分数展開を持つ。
有理数全体からなる集合はしばしば、太字の Q で表す。これは、イタリア人数学者のペアノによって1895年に最初に表された、商（英: quotient）を意味するイタリア語: quoziente の頭文字に由来する。手書きなどの際には、黒板太字と言われる書体を用いた {\displaystyle \mathbb {Q} } で示すことが多い。すなわち、
{\displaystyle \mathbb {Q} =\left\{{a \over b}\mid a,b\in \mathbb {Z} ,b\neq 0\right\}}
である（ただし、Z は整数全体からなる集合を表す）。ここで、各有理数に対して、その分数表示 a/b は一意でない（しかも無数にある）ことは留意すべき事実である。通常は個々の文脈に適した形を選んで利用する。公理的集合論の立場では、分数 a/b は整数の組 (a, b) の属する同値類（の代表元）を表しており（#形式的な構成を参照）、有理数全体からなる集合 Q は商体の最も初等的な例となっている。
距離空間としての有理数の完備化（適当な距離に関する「無限小数」展開を考えることに相当）することにより、実数や p進数が得られる（後述。あるいはコーシー列・デデキント切断等を参照）。有理数ではない実数は無理数と呼ばれる。また、すべての有理数係数多項式の根の全体は体を成し（Q の代数的閉包）、その元を代数的数と呼ぶ。

## 用語の由来
「有理数」という語は、英語: rational number の訳による。英: "rational" は「合理的な」「理に適う」「理性的な」の意である。対して、"rational" の語幹である 英: "ratio"（ギリシア語: λογος）は「比」を意味する。したがって「有比数」などと訳した方がよいのではという見解もあるが、明治の訳の際に英語を忠実に訳したため、現在の「有理数」となる。
数学の各所で、有理数体 Q を基礎とする（すなわち、Q 上定義される）概念に、「有理-」という接頭辞を付けて名付けることがしばしば行われる。例えば、有理数でもある代数的整数を「有理整数」（これはつまり、初等代数学で扱われる通常の整数のことにほかならない）という。あるいは、成分が有理数である行列を「有理行列」と言ったり、有理数係数の多項式を「有理多項式」と呼んだりする（「有理数体上の多項式」とも言う）。あるいは、成分が全て有理数である点を「有理点」と呼ぶ（代数群の有理点など）。
一方で、「有理-」という名称でありながら、前述のような意味ではないものもたくさんある。例えば、有理函数は基礎体が有理数体であるという意味ではなく、「多項式の比」になっている函数という意味である。同様に、有理代数曲線は有理数係数の代数曲線という意味ではない。

## 演算
2つの有理数 a/b, c/d（a, b, c, d は整数、b, d はいずれも 0 でない）が等しいとは、整数の等式
{\displaystyle ad-bc=0}
が成り立つことを言い、このとき
{\displaystyle {a \over b}={c \over d}}
と記す。加法 "+"、および乗法 "×" が
{\displaystyle {a \over b}+{c \over d}={ad+bc \over bd},\quad {a \over b}\times {c \over d}={ac \over bd}}
によって定まり、反数および逆数について
{\displaystyle -{a \over b}={-a \over b}={a \over -b},\quad \left({c \over d}\right)^{-1}={d \over c}}
（ここでは b, c, d はいずれも 0 でない）が成り立つ（特に集合として
{\displaystyle \mathbb {Q} =\left\{{a \over b}\mid a\in \mathbb {N} ,b\in \mathbb {Z} ,b\neq 0\right\}=\left\{{a \over b}\mid a\in \mathbb {Z} ,b\in \mathbb {N} \right\}}
が成り立つ）。またこれにより、減法 "−" および除法 "÷"が
{\displaystyle {a \over b}-{c \over d}={a \over b}+\left(-{c \over d}\right)={ad-bc \over bd},\quad {a \over b}\div {c \over d}={a \over b}\times \left({c \over d}\right)^{-1}={ad \over bc}}
と定まる。故に、有理数全体 Q は四則演算について閉じている、体と呼ばれる代数系の一つであり、その中で最も身近な例の一つである。

## 形式的な構成
集合論の形式により、整数全体 Z から有理数全体 Q を構成することができる。まず整数の順序対 (a, b) で b ≠ 0 であるものの全体 E = Z ×(Z − {0}) を考える。ここで E 上の関係 ∼ を
{\displaystyle (a,b)\sim (c,d)\iff ad-bc=0\quad (a,b,c,d\in \mathbb {Z} ,b\neq 0,d\neq 0)}
によって定めると、関係 ∼ は同値関係となる。
商集合 E/∼ を改めて Q と記して、Q における対 (a, b) の属する同値類を a/b と記すことにすると、この表記は一意ではなく、異なる代表元 (c, d) について
{\displaystyle {a \over b}={c \over d}\iff ad-bc=0}
となる。このとき、Q における加法および乗法を前節で述べたように
{\displaystyle {a \over b}+{c \over d}={ad+bc \over bd},\quad {a \over b}\times {c \over d}={ac \over bd}}
で定めると、この加法と乗法は剰余類同士の演算として矛盾なく定義されている。実際、E における加法および乗法を
{\displaystyle (a,b)+(c,d)=(ad+bc,bd),\quad (a,b)\times (c,d)=(ac,bd)}
と定めると、(a, b) ∼ (a′, b'), (c, d) ∼ (c′, d') ならば
{\displaystyle (a,b)+(c,d)\sim (a',b')+(c',d'),\quad (a,b)\times (c,d)\sim (a',b')\times (c',d')}
が成り立つので、Q における加法および乗法は剰余類 a/b, c/d 各々の代表元 (a, b), (c, d) のとり方に依らない。(0, 1), (1, 1) の属する同値類 0/1, 1/1 が Q における零元および単位元となることが確かめられ、マイナス元と逆元が上述のように得られるので、これで Q における上述のような四則が全て形式的に正当化される。また、写像 ι を
{\displaystyle \iota \colon \mathbb {Z} \to \mathbb {Q} =E/\sim {};\ m\mapsto {m \over 1}}
と定めると ι は単射で、E において (m, 1) + (n, 1) = (m + n, 1) および (m, 1) × (n, 1) = (mn, 1) が成り立つ（さらに ι(1) = 1/1 であるから ι は単位的環の準同型となる）から Z は ι によって演算まで込めて Q に埋め込まれる。そこで整数 m と剰余類 m/1 を同一視して Q は Z を含むものと考える。
以上の構成は、一般の整域の商体の構成にもほぼそのままに適用できる方法であり、したがって「Q は Z の商体である」などということができる。

## 抽象的性質

有理数の数え上げの一例を図示したもの。やり方は他にもいろいろあるが、いずれにせよ有理数の可算性が分かる。

### 基本性質
既に述べたように、有理数全体は、通常の四則演算の下で体を成し、代数系 (Q, +, ×, 0, 1) は有理数体と呼ばれる。また、有理整数環 Z の商体である。加えて、有理数体 Q は標数 0 の体の中で最小のもので、標数 0 の素体と呼ばれる（すなわち、標数 0 の体は、Q に同型な部分体を含む）。Q の拡大体は一般に代数体、その元は代数的数と呼ばれ、特に代数的数全体は体を成し Q の代数的閉包 A（Q とも書く）となる。
Q は可算無限集合である（何故なら、分母と分子の組を二次元平面上の格子点と考え、例えばうずまき状に取り尽くしていけば、自然数全体に対応するからである）。実数全体 R は非可算なので、濃度の意味で（あるいはルベーグ測度の意味で）ほとんどの実数は無理数であることになる（可算性により Q のルベーグ測度は 0 となる）。
Q は通常の大小関係を順序として全順序集合であり、特に稠密順序集合となる。すなわち、2つの有理数の間には（それがいくら近い値だとしても）少なくとも1つ（従って無数の）有理数が存在する。実は逆に、全順序な稠密順序集合がさらに最大元も最小元も持たないならば、必ず Q と順序同型である（カントールの往復論法）。

### 位相的性質
有理数全体 Q は内在的には、通常の大小関係の定める順序に関して順序位相と呼ばれる位相を持ち、外因的には実数直線 R の（つまり、一次元ユークリッド空間 R1 としての）距離位相から定まる部分空間としての位相を持つが、実はこれらの位相は一致する。
有理数全体 Q は実数全体の成す集合 R の中で稠密である。これは、どの実数にも、いくらでも近い場所に有理数が存在することを意味する。これは距離空間として以下のように述べることもできる。
有理数全体 Q は、差の絶対値
{\displaystyle d(x,y):=|x-y|}
を距離函数として距離空間となる。この距離により Q に位相が誘導されるが、それは R1 からの相対位相に他ならない。こうして得られる距離空間 (Q, d) は完全不連結である。また、完備距離空間とはならない。実は距離 d(x, y) := |x − y| による Q の完備化として、実数全体の集合 R が得られる。
この位相に関して有理数体 Q は位相体を成す。有理数全体の成す位相空間 Q は局所コンパクトではない空間の重要な例となっている。また唯一、孤立点を持たない可算な距離化可能空間となるものとして Q を特徴付けることができる。
一方、Q を位相体とする Q 上の距離は、これだけではない。素数 p と任意の非零整数 a に対して、pn は a を割り切る p-冪の中で冪指数が最大のものとするとき、
{\displaystyle |a|_{p}:=p^{-n}}
と定める。さらに |a|p := 0 として、任意の有理数 a/b については
{\displaystyle \left|{\frac {a}{b}}\right|_{p}:={\frac {|a|_{p}}{|b|_{p}}}}
と定めたものを、有理数の p進絶対値と呼ぶ。このときさらに、差の絶対値
{\displaystyle d_{p}(x-y)=|x-y|_{p}}
は p進距離と呼ばれる Q 上の距離函数を定める。距離空間 (Q, dp) はやはり完全不連結であり、完備ではないが、その完備化として p進数体 Qp が得られる。
オストロフスキーの定理によれば、Q 上の非自明な絶対値は同値の違いを除いて通常の絶対値か p進絶対値で尽くされる。